# باهردورف
بآردورف (به آلمانی: Bahrdorf) یک شهر در آلمان است که در هلمشتدت واقع شده‌است. بآردورف ۲٬۰۳۰ نفر جمعیت دارد.